# Luboslav Jenyš
Luboslav Jenyš (30. prosince 1934 – 30. prosince 2009) byl český fotbalista a trenér.

## Hráčská kariéra
V československé nejvyšší soutěži hrál za Jiskru Otrokovice v ročníku 1964/65 při její jediné účasti, aniž by skóroval. Z Otrokovic odešel do Slavie Kroměříž. Nejčastěji nastupoval jako obránce nebo záložník.

### Prvoligová bilance
| Ročník          | Zápasy | Góly | Minuty | Klub                 |
| --------------- | ------ | ---- | ------ | -------------------- |
| I. liga 1964/65 | 17     | 0    | 1 404  | TJ Jiskra Otrokovice |
| CELKEM I. LIGA  | 17     | 0    | 1 404  |                      |

## Trenérská kariéra
Po skončení hráčské kariéry se stal trenérem. Vedl mj. Jiskru Otrokovice a Hanáckou Slaviu Kroměříž.